# Rhinephyllum comptonii
Rhinephyllum comptonii är en isörtsväxtart som beskrevs av L. Bol. Rhinephyllum comptonii ingår i släktet Rhinephyllum och familjen isörtsväxter. Inga underarter finns listade i Catalogue of Life.